# 工人事业党
工人事业党（葡萄牙語：Partido da Causa Operária，缩写为PCO）是巴西的一个托洛茨基主义政党。该党的前身“工人事业”成立于1979年，曾长期作为劳工党的一个派系存在，直到1992年被劳工党开除。此后，“工人事业”加入社会主义融合为主的“革命阵线”；在1994年“革命阵线”改组为统一工人社会党之前，“工人事业”的活动人士被“革命阵线”开除。1995年12月7日，“工人事业”改组为工人事业党。